# National Woman's Suffrage Association

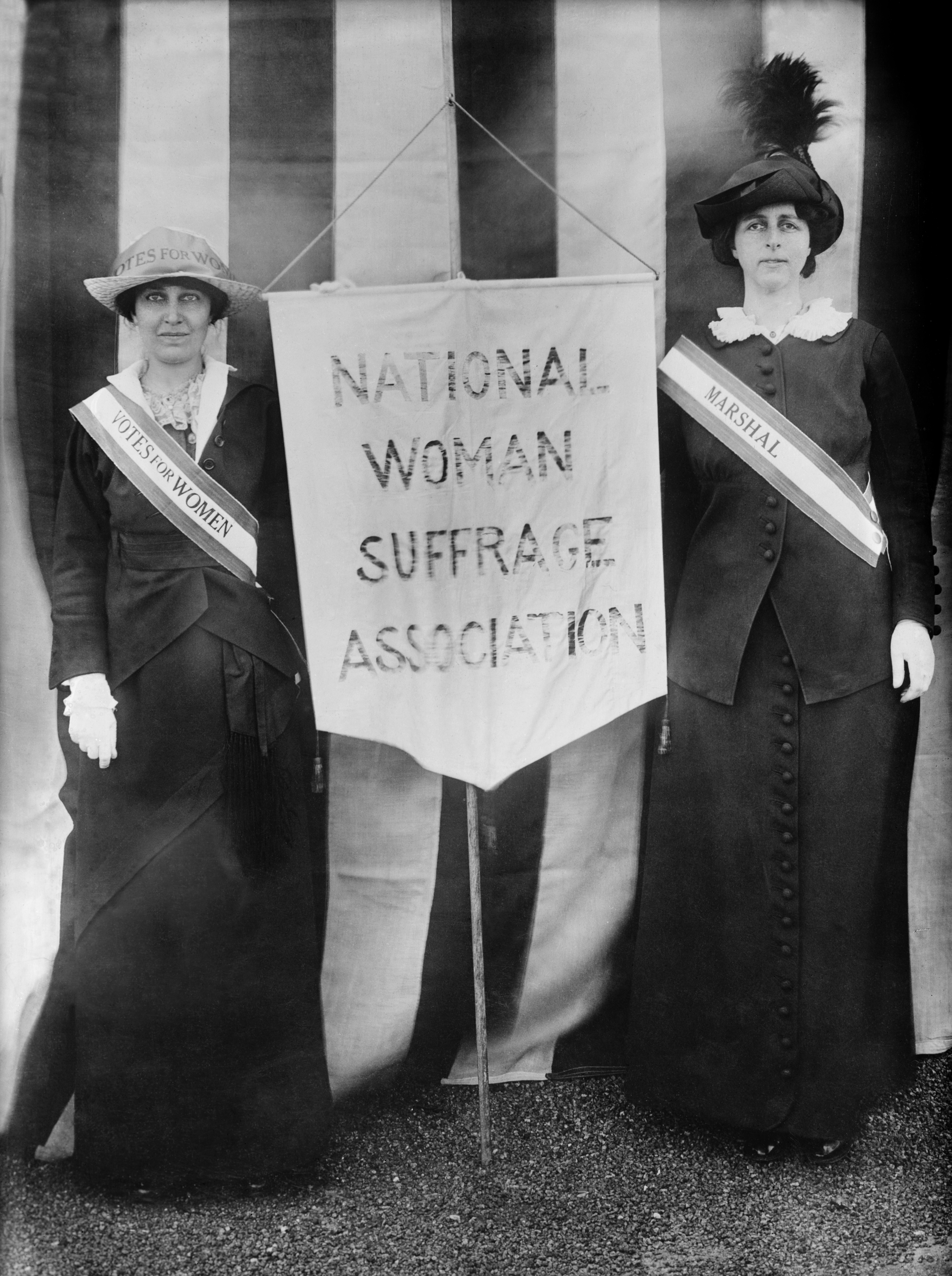
Kvinnorättsaktivister med ett standar från NWSA.

National Woman's Suffrage Association, NWSA, var en organisation för kvinnors lika rättigheter i USA, aktiv mellan 1869 och 1890. 
NWSA som bildades den 15 maj 1869 av Susan B. Anthony och Elizabeth Cady Stanton. Organisationen bildades efter en splittring i American Equal Rights Association avseende synen på det femtonde författningstillägget till USA:s konstitution.  Det femtonde tillägget som ratificerades 1870 avsåg att avskaffa slaveriet och ge lika rätt oavsett hudfärg.  NWSA ville även inkludera en skrivning om kön i tillägget, något som inte genomfördes. 
År 1890 uppgick NWSA, tillsammans med den rivaliserande organisationen American Woman Suffrage Association (även den grundad 1869), i den nya organisationen National American Woman Suffrage Association.